# Distrito de Pararín
El distrito de Pararín es uno de los diez que constituyen la provincia de Recuay, esta en el Departamento de Ancash, en la República del Perú .

## Toponimia
El nombre del distrito pudiera derivarse de la inflexión verbal que significa: acaba de llover. De parariy acabar de llover > 'pararin'.  Paray, en quechua,  es llover igual que tamyay.[cita requerida]

## Historia
El pueblo de Pararín comienza a poblarse en 1610 siendo un caserío sedentario estableciéndose en la explanada del territorio que hoy es pueblo de Pararín a 3,250 m.s.n.m. su primera aparición como pueblo incipiente en 1610 vivieron de sus artesanías, ganaderías y agrícolas productos de lluvias de terrenos secanos.
En el gobierno del Presidente Ramón Castilla, Pararín se convierte en Distrito el 25 de julio de 1857 perteneciente a la Provincia de Huaylas, Departamento de Ancash, posteriormente se crea la Provincia de Huaraz y Recuay.

## Geografía
Pararin pertenece como distrito a la provincia de Recuay, Departamento de Ancash. Actualmente tiene otra comunidad campesina, San Jerónimo de Pacllu a  1800 m.s.n.m. y  reconocido como el Balcón de Pacífico con vista al océano Pacífico en 1610-1664.

## Autoridades

### Municipales
- 2011-2014[1]
  - Alcalde: Roberto Melchor Requena García, del Movimiento independiente Nueva Esperanza Regional Ancashina Nueva Era (NuevaERA).
  - Regidores:  Marin Heber Dextre Dolores (NuevaERA), Ever Ling Moreno Dextre (NuevaERA), Guillermo Jacinto Alonzo Paulino (NuevaERA), Herlinda Edelmira Manrique Villarreal (NuevaERA), Edgar Quirino Ramón Dextre (Movimiento Acción Nacionalista Peruano).
- 2007-2010
  - Alcalde: Publio Augurio Espada Corpus.

## Festividades
- 24 de junio: San Juan Bautista fiesta patronal del distrito
- 25 de diciembre: Navidad
- Semana Santa